# سيكورسكي إتش-19تشيكاساو
سيكورسكي إتش-19 تشيكاساو (بالإنجليزية: Sikorsky H-19 Chickasaw) مروحية متعددة الأغراض، استُخدمت بواسطة الجيش الأمريكي والقوات الجوية الأمريكية.

## المشغلين
| - الأرجنتين - بلجيكا - كندا - تشيلي - كوبا - الدنمارك - فرنسا - اليونان - غواتيمالا | - هايتي - إسرائيل - إيطاليا - اليابان - هولندا - النرويج - باكستان - الفلبين - البرتغال | - فيتنام الجنوبية - إسبانيا - تايلاند - تركيا - المملكة المتحدة - الولايات المتحدة - فنزويلا |

## وصلات خارجية
- H-19 US Army Aviation history fact sheet نسخة محفوظة 6 مايو 2008 على موقع واي باك مشين.
- H-19 Chickasaw on GlobalSecuity.org
- USMC Sikorsky HRS (H-19) Database
- HELIS.com Sikorsky S-55 (H-19/HRS/HO4S) Database